# های وه سلزسکو
های وه سلزسکو (به چکی: Háj ve Slezsku) یک منطقهٔ مسکونی در جمهوری چک است که در ناحیه اوپاوا واقع شده‌است. های وه سلزسکو ۳٬۳۲۴ نفر جمعیت دارد.